# Nelson Norman
Nelson Augusto Norman (nacido el 23 de mayo de 1958 en San Pedro de Macorís) es un excampocorto dominicano que jugó en la Liga Mayor de Béisbol, además fue entrenador y mánager en las ligas menores. Jugó alrededor de seis temporadas en las Grandes Ligas entre 1978 y  1987.

## Carrera

### Pittsburgh Pirates
Norman fue firmado originalmente a los 16 años de edad como amateur por los Piratas de Pittsburgh en 1975. Hizo su debut profesional ese mismo año con el equipo de ligas menores Gulf Coast League Pirates, perteneciente a la franquicia de los Piratas. En el equipo tuvo un promedio de bateo de .262 en 61 juegos. Por el gran desempeño, rápidamente fue asignado al equipo de Triple A Columbus Clippers. Esa  temporada, fue traspasado a los Rangers de Texas como parte de un canje de cuatro equipos que trajo al futuro Salón  de la Fama Bert Blyleven a los Piratas.

### Texas Rangers

#### 1978: debut en Grandes Ligas
Norman comenzó la temporada de 1978 con los Tucson Toros. A mediados de mayo, a partir de una lesión del campocorto oficial Bert Campaneris, Norman fue llamado a las Grandes Ligas para desempeñarse como reemplazo del nuevo titular Jim Mason. Hizo su debut oficial en Grandes Ligas el 20 de mayo, tres  días antes de su cumpleaños número 20. Entró en el juego en la sexta entrada después de que los Rangers tuvieron que buscar un bateador emergente por Mason. Jugó tres innings en el campo, teniendo una oportunidad en la ofensiva. Dos días más tarde, Norman  hizo su primera salida y consiguió su primer hit en las Grandes Ligas.
Cuando Campaneris regresó a principios de junio, Norman volvió a los Tucson Toros. Pasó el resto de la temporada allí, bateando .284 con 76 carreras impulsadas. Volvió a las Grandes Ligas en septiembre, terminando su primera temporada con nueve hits en 34 turnos al bate.

#### 1979: posición titular
En 1979, Norman ganó el puesto de campo corto titular en el spring training de ese año, superando tanto a Campaneris como al recién llegado Larvell Blanks, quien había sido adquirido por los Indios de Cleveland durante  el invierno (Campaneris fue traspasado a Los Angeles Angels of Anaheim en mayo). Norman jugó en 147 juegos, pero apenas  bateó para .222 con solo 12 hits de extra base en 343 turnos al bate.

#### 1980-81: de vuelta a las menores
Norman abrió la temporada 1980 nuevamente como el campocorto titular. Sin embargo, a finales de abril, él había perdido el puesto de su compatriota Pepe Frías, que había sido adquirido por los Bravos de Atlanta durante el invierno. En mayo, los Rangers firmaron a Bud Harrelson como campocorto suplente de Frías, y  Norman, quien estaba bateando .219 en 17 partidos, fue enviado a las menores. Sin embargo, debido a una lesión, jugó en 28 partidos para los Charleston Charlies, y no jugó en las Grandes Ligas otra vez ese año.
Una vez más, los Rangers adquirieron un campocorto durante el invierno antes de la temporada de 1981. Esta vez, fue Mario Mendoza, adquirido en un canje con los Marineros de Seattle.  Norman comenzó la temporada en las menores, jugando para  los Wichita Aeros. Bateó para .246 en 115 juegos, ganándose una llamada a los Rangers en septiembre. Jugó en solo siete partidos,yéndose de 13-3 en el plato. Después de la temporada, los Rangers negociaron a Norman de regreso a los Piratas por el lanzador Víctor Cruz.

### De vuelta a los Piratas
Por desgracia para Norman, los Piratas ya tenían a Dale Berra como  su campocorto titular. Durante el spring training, Norman fue despojado del puesto de campocorto suplente por el veterano de ligas menores Jim Smith, y por segundo año consecutivo abrió el año en las menores. Después de batear .270 en 134 juegos con los Portland Beavers, Norman fue llamado a filas de nuevo en septiembre, pero esta vez jugó en solo tres partidos. Comenzó el último partido de la temporada, yéndose de 3-0.
En 1983, Norman fue degradado a Doble-A. Jugó toda la temporada con los Lynn Sailors, donde fue trasladado a la segunda base para la mayor parte del año. Bateó para .268 y tuvo un  récord personal (en cualquier nivel) de cinco jonrones. En 1984, volvió a Triple-A con los Hawaii Islanders, donde por primera vez en su carrera en las menores no fue el campocorto titular de tiempo completo, compartiendo el tiempo en el infielder con otros jugadores. Al final del año, se convirtió en agente libre.

### Orioles y Expos
Firmó con los Orioles de Baltimore, y pasó la temporada de 1985 jugando en la segunda base. Después de batear solo .186, fue cambiado durante la temporada baja para los Expos de Montreal para acompañar al veterano de ligas menores Steve Baker.
Norman terminó su carrera como jugador en la organización de los Expos. Después de su pésimo 1985, fue devuelto a Doble-A nuevamente en 1986 con los Jacksonville Suns. Pasó  sus últimas tres temporadas como  jugador con los Indios de Indianápolis antes de retirarse en 1989. Norman llegó a jugar un último partido en las Grandes Ligas el 29 de abril de 1987, como campocorto contra su antiguo equipo, los Piratas, yéndose de 4-0.

### entrenador y mánager
Después de que su carrera como jugador terminara, Norman se mantuvo en la organización de los Expos como entrenador de ligas menores. En 1992, fue nombrado mánager de la Gulf Coast League Nationals, donde dirigió hasta 1994. En 1995, se trasladó a la organización de los Bravos, donde fue mánager de los Rome Braves. En 2001, obtuvo su primer trabajo importante como entrenador en el infield de los Medias Rojas de Boston. En 2007, se desempeñó como entrenador para los Quad Cities River Bandits. De 2008 a 2010, fue mánager de la Dominican Summer League Cardinals, aunque fue reemplazado parte del 2009 por Claudio Almonte.

## Liga Dominicana
Norman, apoddo La Araña jugó en la Liga Dominicana entre 1976 y 1989 militando para las Águilas Cibaeñas, luego pasa a los Caimanes  del Sur y después a las Estrellas Orientales. Durante sus trece temporadas en la liga terminó con un récord de 487 hits, 63 dobles, 13 triples, 3 jonrones y 194 carreras remolcadas, 217 carreras anotadas en 990 turnos al bate y 600 juegos.
Después de su retiro como jugador, se desempeñó como mánager de las Estrellas Orientales (2006-2007), luego fue entrenador de banca y mánager interino de los Tigres del Licey (2005-2006, 2007-2010).
Tiene el mérito de ser el único jugador en la historia del béisbol dominicano con más de 500 partidos jugados como torpedero (555). 
En 2005 fue exaltado al Pabellón de la Fama del Deporte Dominicano.
El 3 de enero de 2012, Norman asumió el cargo de mánager interino de los Tigres del Licey en sustitución de Rafael Landestoy quien fue despedido.